# Stop Finning – Stop the Trade
Stop Finning – Stop the Trade ist eine von 2019 bis 2023 durchgeführte Europäische Bürgerinitiative mit 1.119.996 Stimmen mit dem Ziel, den Handel mit Haifischflossen EU-weit zu unterbinden. Sie ist die achte Europäische Bürgerinitiative, die die Schwelle von einer Million Stimmen erreichte.

## Hintergrund

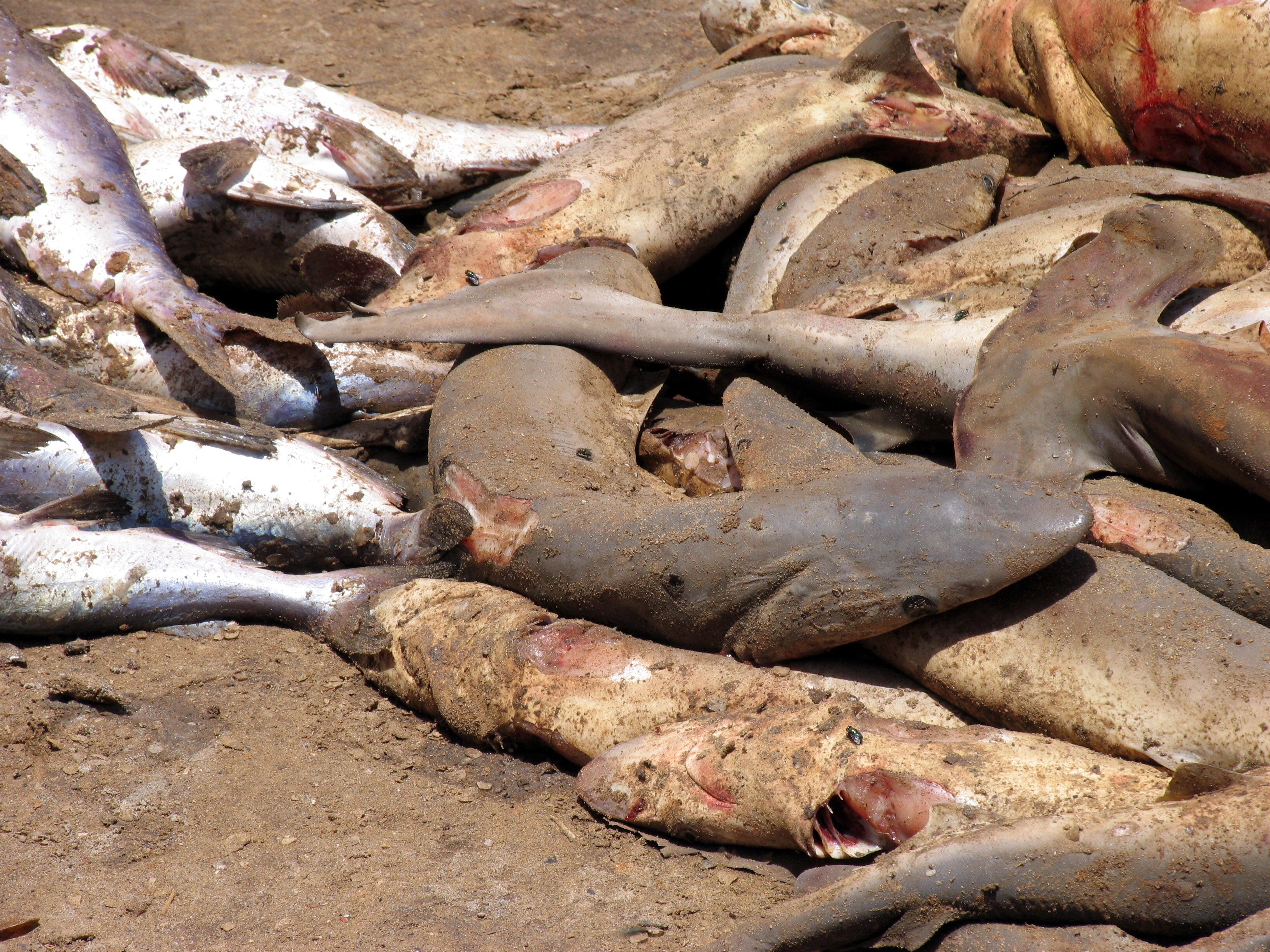
Rechts im Bild: Haie verenden, nachdem man ihnen die Flossen abgeschnitten hat

Der 2014 gegründete Verein Stop Finning Deutschland e. V. setzt sich für den Haischutz und für weniger bis hin zu keinem Shark-Finning im Gebiet der EU ein. Die Initiative war das bisherig größte Projekt des Vereins, die ebenso mit vom Sharkproject und Sea Shepherd gegründet wurde. Die starke Nachfrage von Haifischflossen ist auf die Haifischflossensuppe, eine Delikatesse in Asien, zurückzuführen. Dadurch werden vor allem der Blauhai und der Kurzflossen-Mako durch die EU-Flotte stark befischt. 2020 stammten 45 % der in Asien importierten Haifischflossen aus der EU, unter den größten Exportländern sind Spanien, Portugal, die Niederlande, Frankreich und Italien. Spanien, Portugal und Frankreich besitzt die weltweit größte Haifangflotte. Während ihrer Aktionen im öffentlichen Raum treten die Aktivisten oft in Haikostümen auf. 2020 wurde ein weiterer Unterstützer-Verein gegründet, der StopFinningEU e. V.

### Forderungen
Trotz der seit 2013 geltenden EU-Verordnung „Fins Naturally Attached“ sei die EU einer der Hauptexporteure für Haifischflossen weltweit, was auf zu wenige Inspektionen zurückzuführen sei. Die Initiative fordert daher das Ende des Handels mit Flossen in der EU, was die Ein-, Aus- und Durchfuhr von Haifischflossen, die nicht natürlich am Körper des Tieres sind, beinhaltet. Dafür fordert die Bürgerinitiative eine Veränderung der Verordnung (EU) Nr. 605/2013, sodass das Kriterium der „natürlich am Körper vorhandenen Flossen“ auf den gesamten Handel mit Haien und Rochen in der EU ausgeweitet wird. Die seit 2013 geltende EU-Verordnung Nr. 605/2013 verbot das Abtrennen von Haifischflossen an Bord von Schiffen, die in EU-Gewässern fischen, das generelle Abtrennen von Haifischflossen an Bord von Schiffen, die unter der Flagge eines EU-Mitgliedstaates fahren, und den Transport, die Umladung, Anladung und Aufbewahrung abgetrennter Haifischflossen mit Booten. Doch sobald Haie im Hafen angeliefert und nicht mehr per Schiff weitertransportiert werden, ist das Abschneiden der Haifischflossen vom Körper erlaubt.
Durch die geforderte Veränderung der Verordnung sollen somit nur die Ein-, Aus- und Durchfuhr mit ganzen Haikörpern in EU-Ländern erlaubt sein, sodass sich die Verordnung auch auf andere Transportwege außer die Schifffahrt auswirke. Einerseits soll dadurch die Anzahl der transportierten Tiere sinken, da diese mehr Platz benötigen als abgeschnittene Haiflossen. Andererseits könne man dadurch deutlich einfacher spezifische Haiarten identifizieren, die laut CITES-Liste nur unter besonderen Bedingungen transportiert bzw. gefischt werden dürfen.

### Ablauf
- 2. Januar 2020: Initiative bei europäischer Kommission registriert
- 31. Januar 2020: Beginn der Unterschriftensammlung
- 31. Januar 2022: Ende der Unterschriftensammlung
- 16. April 2022: Beginn der Prüfung durch die EU
- 11. Januar 2023: durch die EU für gültig befunden
- 26. Februar 2023: Präsentation vor der EU
- 23. März 2023: offener Brief an die EU
- 27. März 2023: Anhörung vor der EU
- 5. Juli 2023: Beantwortung[12][13]

### Ergebnis
Die erreichte Unterschriftenzahl betrug 1.119.996 Unterschriften. 105 Nichtregierungsorganisationen unterstützten die Initiative ebenfalls. Eine Veränderung wurde bisher noch nicht vorgenommen (Stand: 27. September 2024). Die „Deutsche Stiftung Meeresschutz“ schätzt eine Entscheidung seitens der EU-Kommission gegenüber der Initiative für das vierte Quartal des Jahres 2025. Das Impact Assessment der Kommission wurde unterteilt in eine öffentliche Anhörung (22. Februar bis 16. Mai 2024) und eine Expertenanhörung (12. März bis 4. Juni 2024).

## Rezeption
Durch den Meeresbiologen und Forschungstaucher Robert Marc Lehmann erlangte die Initiative im deutschsprachigen Raum größere Aufmerksamkeit. Auch in anderen EU-Staaten wurde durch Prominente Öffentlichkeitsarbeit für die Initiative betrieben, die in der Gesamtheit zum Erfolg der Kampagne führten, so hat in Frankreich Hugo Clément für Aufmerksamkeit gesorgt.
In diversen Meinungsartikeln wurde die Bürgerinitiative beworben, unter anderem im Falter und im Blinker. Weitere Unterstützer sind unter anderem Udo Lindenberg, Tim Wilhelm, Hannes Jaenicke, Mark Benecke, Herbert Nitsch, Katrin Gray, York Hovest, André Wiersig, Erkan & Stefan und Ralf Seeger.
Mihaela Tofan von der Universität Alexandru Ioan Cuza Iași erarbeitet in dem Buch European Citizens’ Initiative: A Tool for Engagement and Active Citizenship Klassifikationen von Bürgerinitiativen. Als „Verhandlungsinstrument“ nennt sie Initiativen, die eine Änderung der EU-Regelungspolitik zum Ziel haben und nennt als Beispiel die Initiative Stop Finning – Stop the Trade.